# Fontaines-sur-Grandson
Fontaines-sur-Grandson är en ort och kommun i distriktet Jura-Nord vaudois i kantonen Vaud, Schweiz. Kommunen har 199 invånare (2023).